# 신듀얼리티
신듀얼리티(SYNDUALITY)는 반다이 남코 그룹이 만든 일본의 혼합 미디어 프로젝트이다. 반다이 남코 필름웍스가 제작하고 에이트 비트가 애니메이션화한 "SYNDUALITY Noir"라는 애니메이션 TV 시리즈는 2023년 7월 TV 도쿄 및 계열사에서 첫 방송되었다.

## 게임
게임 스튜디오가 개발하고 반다이 남코 엔터테인먼트가 배급한 3인칭 슈팅 게임이자 액션 RPG인 Synduality: Echo of Ada는 2023년 Microsoft Windows, PlayStation 5 및 Xbox Series X/S용으로 출시될 예정이다.